# Sierra Maestra, Venezuela
Sierra Maestra är en ort i västra Venezuela och är belägen vid Maracaibosjön i delstaten Zulia. Den ingår i Maracaibos storstadsområde och hade 69 283 invånare år 2007. Orten utgörs av en socken, parroquia, med namnet Francisco Ochoa och är en del av kommunen San Francisco.